# Takahashi Korekiyo
Takahashi Korekiyo (高橋 是清?; Edo, 27 luglio 1854 – Tokyo, 26 febbraio 1936) è stato un politico giapponese.

## Biografia
Conosciuto ai suoi tempi per essere un esperto di finanza, ha ricoperto più volte incarichi tecnici nel settore dell'economia in seno al governo giapponese, che ha anche guidato come primo ministro dal 13 novembre 1921 al 12 giugno 1922. Primo primo ministro di fede protestante, venne brutalmente assassinato da militari ribelli durante il drammatico tentativo di colpo di Stato del 26 febbraio 1936.